# Allison Engine Company
Pour les articles homonymes, voir Allison.

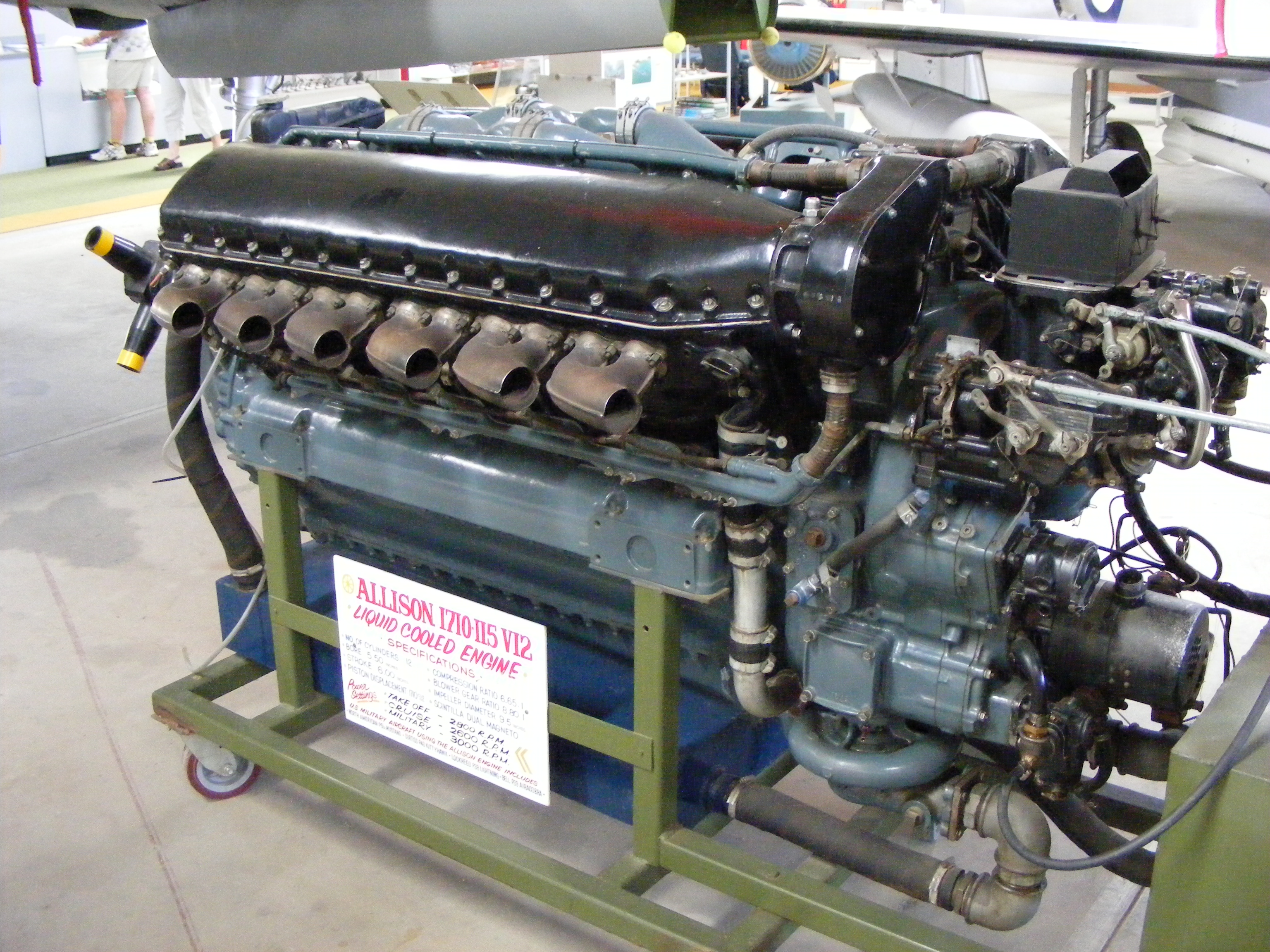
Le moteur V12 Allison 1710, utilisé sur de nombreux chasseurs de la seconde Guerre mondiale.

L'Allison Engine Company était un fabricant de moteurs américain, fondé en 1915 et devenu en 1995 une filiale du groupe britannique Rolls-Royce Holdings plc.

## Histoire

### Les débuts et les deux guerres

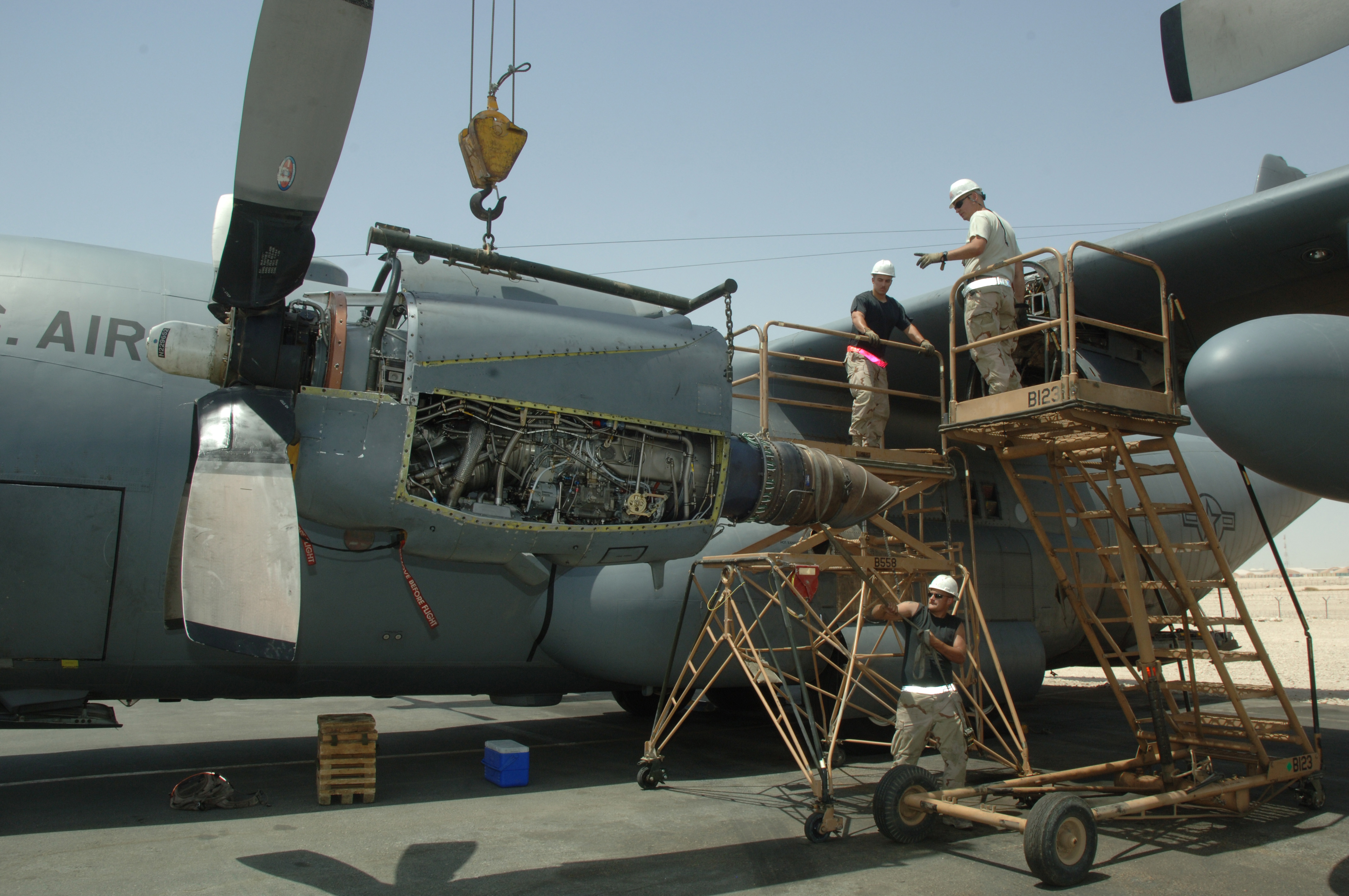
L'un des quatre turbopropulseurs Allison T56 équipant l'avion de transport C-130 Hercules. Ce moteur équipe également l'E-2C Hawkeye.

L'Allison Engineering Company fut fondée en 1915, par James A. Allison, à Indianapolis, Indiana, pour améliorer et entretenir les moteurs des véhicules de course évoluant sur le fameux circuit de vitesse. Elle ne produisait alors que des roulements, vilebrequins et autres boîtes de transmission, souvent à la demande. Avec l'entrée en guerre des États-Unis, elle modifia des moteurs Liberty L-12 destinés à l'aviation ou la marine. La guerre achevée, elle reprit ses activités automobiles et devint Allison Engine Company, en 1926.
À la fin des années 1920, l'US Army finançait le développement de moteurs de grande puissance, devant être produits par la firme Continental Motors, et N.H. Gilman, alors directeur d'Allison, développa un nouveau modèle de cylindre, proposé en vain à l'US Army en 1928. Après le décès de James A. Allison en 1929, l'entreprise fut rachetée par le carrossier Fisher Body, puis rapidement revendue à General Motors, qui suspendit les travaux de développement en raison de la Grande Dépression.
Malgré cela, Gilman poursuivit son idée, dessinant à partir de son cylindre de grande puissance un moteur à 12 cylindres en V. Celui-ci intéressa l'US Navy et finança le développement des moteurs V-1701-A et -B pour équiper ses dirigeables, jusqu'à l'accident de l'USS Macon (ZRS-5) en 1935. Après cette tragédie, la Division Allison de General Motors aurait pu se retrouver sans travail, mais l'US Army s'intéressa enfin au moteur de N.H. Gilman, et un V-1710-C fut donc développé. Ce moteur effectua son premier vol sur un Consolidated A-11A, le 14 décembre 1936. Le 23 avril 1937, le V-1710-C6 fut le premier moteur a terminer un test de 150 heures à pleine puissance (1 000 ch) aux États-Unis, et l'US Army annula tous les autres programmes, adoptant le moteur Allison comme motorisation standard pour les nouveaux chasseurs de l'USAAC : Lockheed P-38 Lightning, Bell P-39 Airacobra et Curtiss P-40 Warhawk. Cependant, l'armée américaine n'ayant pas souhaité le développement de moteurs turbocompressés, ces monoplaces manquèrent sérieusement de puissance en altitude. Seul moteur américain de grande puissance à refroidissement liquide durant la Seconde Guerre mondiale, le V-1710 fut finalement remplacé, sur le North American P-51 Mustang, par le Rolls-Royce Merlin.

### L'ère de la réaction

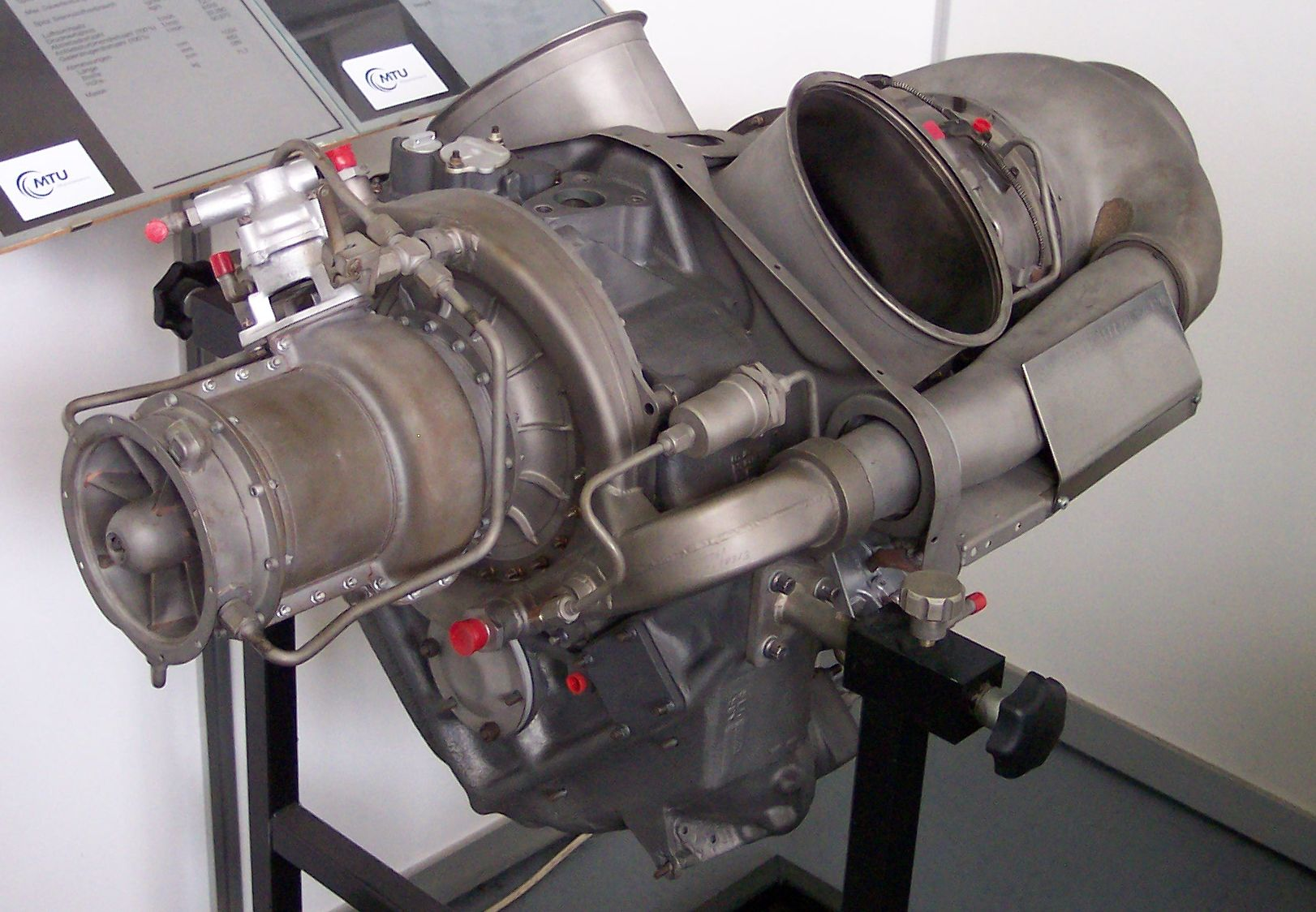
L'Allison Model 250 est incontestablement le plus gros succès de la société, avec plus de 30000 exemplaires produits. Il équipe notamment le Bell 206 et le MD 500.

À la fin de la guerre, Allison disposait donc d'une capacité de production inutilisée, et en 1947 l'US Air Force décida de transférer à Allison la production du turboréacteur General Electric I-40, dérivé du Rolls-Royce Derwent. Plus de 6 600 Allison J33 furent construits jusqu'en 1955, équipant en particulier le Lockheed P-80 Shooting Star et ses dérivés T-33/TV-2 et F-94, mais aussi un certain nombre de missiles. Allison prit également en charge le programme de développement d'un turboréacteur à flux axial lancé par General Electric. Plus de 14 000 Allison J35 furent construits jusqu'en 1955, équipant en particulier les Republic F-84 Thunderjet et Northrop F-89 Scorpion.

### Diversification
Parallèlement aux turboréacteurs de première génération, Allison se lança dans le développement de turbopropulseurs pour l'US Navy. Les premiers modèles, T38 et T40, ne connurent pas le succès, mais le T56 connut un succès considérable, choisi par Lockheed pour équiper le C-130 Hercules. Le T56 a connu de nombreux dérivés, comme l'AE 2100 qui équipe les dernières versions du C-130, ou le réacteur Rolls-Royce AE 3007, adopté par de nombreux avions de transport régionaux.
Le plus gros succès d'Allison reste pourtant le Model 250, un turbomoteur pour hélicoptères développé au début des années 1960 et produit à plus de 30 000 exemplaires. Il équipe notamment le Bell 206 Jet Ranger, l'un des hélicoptères les plus célèbres au monde.
À la fin des années 1950, la société fabriqua également le char léger M551 Sheridan pour le compte de General Motors. Durant les années 1970, la Division Allison de General Motors travailla encore sur un moteur de camion, le GT 404, doté d'éléments en céramique et capable de fonctionner avec de multiples carburants (essence, gazole, alcool, huile végétale…), puis travailla avec Pratt & Whitney sur un programme de Propfan (578-DX).

### Rachat
En 1995, General Motors revendit sa filiale à Rolls-Royce Holdings plc. Depuis 2000, la firme Allison Engine Co. est devenue Rolls Royce Corporation.

## Sources
- (en) Daniel Whitney, Vee's for victory! : the story of the Allison V-1710 aircraft engine, 1929-1948, Atglen, PA, Schiffer Pub, 1er août 1998, 1re éd., 472 p. (ISBN 978-0-7643-0561-0).